# Batalla de Bitola (1015)
La batalla de Bitola (en búlgaro: Битка при Битоля) tuvo lugar cerca de la ciudad de Bitola, en territorio búlgaro, entre un ejército búlgaro bajo el mando del vaivoda Ivats y un ejército bizantino dirigido por el estratego Jorge Gonitsiates. Fue una de las últimas batallas abiertas entre el Primer Imperio búlgaro y el Imperio bizantino. Los búlgaros salieron victoriosos y el emperador bizantino Basilio II tuvo que retirarse de la capital búlgara de Ocrida, cuyos muros exteriores fueron para esa época ya vulnerables para los bizantinos. Sin embargo, la victoria búlgara sólo aplazó la caída de Bulgaria bajo la dominación bizantina en 1018.

## Preludio
En la batalla de Clidio el 29 de julio de 1014 el grueso del ejército búlgaro fue destruido. La muerte del zar Samuel poco después (6 de octubre) debilitó aún más la situación. En el otoño de 1014, el emperador Basilio II penetró profundo en el territorio búlgaro y quemó los palacios del sucesor de Samuel, Gabriel Radomir, en las cercanías de Bitola. Las hostilidades se reanudaron en la primavera de 1015. El emperador bizantino se dirigió hacia el corazón de Bulgaria (alrededor del lago Ohrid y el lago Prespa) y sistemáticamente tomó cada ciudad o fortaleza en su camino. La razón inmediata para esa campaña fue la secesión de Vodena y su reincorporación a Bulgaria a principios de 1015. Basilio II rápidamente tomó la ciudad en la primavera y reubicó a sus habitantes. En el verano los bizantinos conquistaron otra ciudad importante, Moglena. Durante el asedio fue capturado el kavján Domecio y muchos otros soldados.
Los intentos de Gabriel Radomir para establecer la paz fallaron. Basilio II continuó la guerra y al mismo tiempo alentó una exitosa conspiración de Iván Vladislav para asesinar a su primo Radomir y tomar el trono. Después que Iván Vladislav tomó la corona en agosto de 1015, pretendió llegar a un acuerdo para rendirse ante los bizantinos. Basilio II no confío en este y preparó otro plan para asesinar al nuevo zar búlgaro. La nueva conspiración fracasó y dirigió las negociaciones a su fin.

## Campaña en Ocrida y la batalla
Como no se fiaba de la propuesta de Iván Vladislav, Basilio II de inmediato lanzó una nueva campaña a través de Ostrovo. Los bizantinos cegaron a todos los búlgaros capturados. En Pelagonia dejó un gran ejército bajo el mando del estratego Jorge Gonitsiates y el protospatario Orestes para saquear la región y proteger la retaguardia bizantina entre Ocrida y Bitola. Basilio mismo llegó a Ocrida y logró invadir la mayor parte de la ciudad a excepción de la fortaleza, donde los palacios reales estaban localizados.
Sin embargo, su intención inicial de marchar hacia el oeste para Dirraquio falló después de dificultades inesperadas en la retaguardia bizantina. El ejército que fue liderado por Gonitsiates fue emboscado por el comandante búlgaro Ivats y quedó completamente destruido. Esta derrota obligó a Basilio II a retirarse rápidamente. El resto del ejército bizantino entró Pelagonia, pero Ivats evitó enfrentarse con este, y Basilio II se retiró sin obstáculos a Tesalónica.

## Consecuencias
La batalla de Bitola privó a Basilio II del gran éxito obtenido en el inicio de una campaña que podría haber destruido al estado búlgaro en 1015. Sin embargo, la devastación que sufrió el país ese año fue un prerrequisito para la caída final del Primer Imperio búlgaro en 1018.